# Pittje Pit
Pittje Pit ist der deutsche Titel einer Comic-Serie, die erstmals 1970 unter dem niederländischen Originaltitel Brammetje Bram in der Zeitschrift Sjors erschien. Im deutschsprachigen Raum wurde bzw. wird Pittje Pit seit Ende der 1970er Jahre bzw. zu Beginn der 1980er Jahre zunächst vom Koralle-Verlag und seit dem Januar 2006 vom Epsilon Verlag veröffentlicht. Zeichner der Serie ist Eddy Ryssack; die Texte stammen u. a. von Frans Buissink, Yvan Delporte und Ryssack selbst.

## Inhalt
In dieser Serie geht es um die Abenteuer von Pittje Pit, einem Jungen aus Spelunkenstedt, einem berüchtigten Piraten-Unterschlupf, der zufällig als Schiffsjunge unter die Mannschaft des Piratenschiffes „Knurrhahn“ gerät. Kapitän dieses Schiffs ist der berüchtigte Pirat Hackepeter, dessen Name allein schon seine Feinde in die Flucht schlägt. Die Besatzung besteht aus dem Maat Kuddel Priembeiss, dem chinesischen Koch Sham-Pu, dem Schiffsarzt Doc Gallenstein, dem Wikinger Staif Olafson und dem Kater Nelson. Mit seinen Schiffskameraden gerät Pittje Pit in die verschiedensten Situationen, bei denen er mit gesundem Menschenverstand die Lösung findet und die Machenschaften der Piraten hintertreibt.